# Jim Fusilli
Jim Fusilli (* 1. Januar 1953 in Hoboken, New Jersey) ist ein US-amerikanischer Schriftsteller und Musikkritiker.

## Leben
Als Absolvent des St. Peter’s College begann Fusilli seine journalistische Karriere beim Jersey Journal. Ab 2008 war Fusilli Rock- und Popmusikkritiker des Wall Street Journal und schrieb eine wöchentliche Kolumne für die Zeitung und ihre Website, wsj.com. Er war Herausgeber der Serienkrimis The Chopin Manuscript und The Copper Bracelet.
Fusilli lebt zusammen mit seiner Frau Diane Holuk in New York City. Sie haben eine erwachsene Tochter mit Namen Cara.

## Werke
- 2002: Closing time (Terry Orr Band 1; dt. Ihr letztes Bild. Goldmann, München 2003, ISBN 978-3-442-45338-2)[4]
- 2002: A Well-Known Secret (Terry Orr Band 2; dt. Solange du schweigst. Goldmann, München 2004, ISBN 978-3-442-45339-9)
- 2003: Tribeca blues (Terry Orr Band 3)[5]
- 2005: Hard, hard city
- 2011: Narrows Gate
- 2012: Road to nowhere
- 2013: Billboard man
- 2019: The Good Life
- 2019: The Mayor of Polk Street

### Andere
- 2001: At 60, the Minstrel Man Moseys On
- 2005: Beach Boys' Pet Sounds
- 2015: Catching up : connecting with great 21st century music

### Anthologien
- 2016: Crime plus music : 20 stories of music-themed noir

### Kinder- und Jugendbücher
- 2008: Marley Z and the bloodstained violin

## Auszeichnungen
- 2005 Gumshoe Awards – Kategorie Bester Roman – Best Mystery für Hard, Hard City

## Nachweise, Anmerkungen
1. ↑  seit 2012 Saint Peter’s University in Jersey City, New Jersey
2. ↑  Biografie von Jim Fusilli (englisch, abgerufen am 11. Februar 2020)
3. ↑   vgl. Fresh Fiction (englisch, abgerufen am 11. Februar 2020)
4. ↑  2018 neu aufgelegt mit einem Vorwort von Lawrence Block
5. ↑  Neuauflage in 2018

| Personendaten    | Personendaten                                      |
| ---------------- | -------------------------------------------------- |
| NAME             | Fusilli, Jim                                       |
| KURZBESCHREIBUNG | US-amerikanischer Schriftsteller und Musikkritiker |
| GEBURTSDATUM     | 1. Januar 1953                                     |
| GEBURTSORT       | Hoboken, New Jersey                                |